# Beata te
Beata te è un film per la televisione del 2022 diretto da Paola Randi e tratto dall'opera teatrale Farsi fuori di Luisa Merloni.

## Trama
Una donna di quarant'anni single, regista teatrale, è soddisfatta della sua vita. Quando sta per debuttare con lo spettacolo di Amleto e in procinto del suo quarantesimo compleanno riceve una visita inaspettata: l'Arcangelo Gabriele. Questo è arrivato fra gli esseri umani per darle una notizia: presto sarà madre ed avrà un bambino.

## Distribuzione
Il film viene distribuito su Sky Cinema e in streaming su Now il 25 dicembre 2022.